# Filler (muziek)
Een filler is een meestal instrumentaal muziekstuk dat gebruikt wordt om korte pauzes in een radioprogramma op te vullen, of om de diskjockey de kans te geven een kort verhaaltje te vertellen, dat een vast onderdeel van het programma vormt: een aan- of afkondiging, een persoonlijk bedoeld verhaaltje. Meestentijds worden jazzstukken gebruikt.
De term wordt vaak verward met een tune. Dat is een muziekstuk dat gebruikt wordt in de aankondiging van een radio- of televisieprogramma of zelfs van de gehele zender.
Ook een pauzefilmpje wordt een filler genoemd.